# Élément Air Rattaché
Un élément air rattaché (EAR) est un site militaire français de l'Armée de l'air rattaché à une base aérienne. Il est généralement une ancienne base devenu un EAR après une perte d'importance et de moyens. 

## Quelques EAR
- Le détachement air de Prunay-Belleville attaché à la base aérienne 914 Romilly devient l'EAR Prunay-Belleville en 1995, date de fermeture de la base. Aujourd'hui rattaché à la base aérienne 113 Saint-Dizier-Robinson, il comporte un radar SATRAPE 3D et accueille chaque année des périodes militaires d'initiation et de perfectionnement à la Défense nationale (PMIP-DN)[1],[2].
- La base aérienne 921 Taverny devient le 5 juillet 2011 un EAR de la base aérienne 110 de Creil[3]. Cet EAR redevient une base aérienne le 4 septembre 2024[4].
- La base aérienne 279 Châteaudun devient l'EAR Châteaudun le 2 juillet 2014[5], dissous à son tour le 21 juillet 2021.